# Flavio Mogherini
Flavio Mogherini (Arezzo, 25 marzo 1922 – Roma, 23 aprile 1994) è stato uno scenografo, costumista e regista italiano.

## Biografia
Trasferitosi da Arezzo a Roma, studia al Centro sperimentale di cinematografia. Come scenografo e costumista, realizza oltre un centinaio di film collaborando, tra gli altri, con Pier Paolo Pasolini (Accattone) e Valerio Zurlini (La ragazza con la valigia). Nel 1962 vinse il Nastro d'argento alla migliore scenografia per La viaccia di Mauro Bolognini. 
Come regista esordisce nel 1972 con Anche se volessi lavorare, che faccio?, una commedia sui tombaroli della Maremma.
Nel 1974 ottiene un grande successo di pubblico con Per amare Ofelia, interpretato da Renato Pozzetto, attore che dirigerà ancora in Paolo Barca, maestro elementare, praticamente nudista. Nel 1976, dirige Marcello Mastroianni in Culastrisce nobile veneziano. Nel 1982 dirige Per favore, occupati di Amelia, tratto da una commedia di Georges Feydeau. Il suo ultimo film come regista è Delitto passionale, interpretato da Serena Grandi e Fabio Testi. Muore a Roma nel 1994.
Era il padre di Federica Mogherini, ministro degli affari esteri nel Governo Renzi e successivamente Alta rappresentante dell'Unione Europea per gli affari esteri e la politica di sicurezza.

## Filmografia

### Regista
- Anche se volessi lavorare, che faccio? (1972) – regia, soggetto e sceneggiatura
- Per amare Ofelia (1974) – regia e sceneggiatura
- Paolo Barca, maestro elementare, praticamente nudista (1975) – regia e sceneggiatura
- Culastrisce nobile veneziano (1976) – regia, soggetto e sceneggiatura
- La ragazza dal pigiama giallo (1977) – regia, soggetto e sceneggiatura
- Per vivere meglio, divertitevi con noi (1978) – regia, soggetto e sceneggiatura
- Le braghe del padrone (1978) – regia e sceneggiatura
- Per favore, occupati di Amelia (1981) – regia e sceneggiatura
- I camionisti (1982) – regia e sceneggiatura
- Sbirulino (1982) – regia
- La ragazza dei lillà (1986) – regia e sceneggiatura
- Com'è dura l'avventura (1987) – regia, soggetto e sceneggiatura
- Pigmalione 88 (1988) – regia
- Delitto passionale (1994) – regia

### Collaborazioni
- Eleonora Duse, regia di Filippo Walter Ratti (1947) – scenografia
- Antonio di Padova, regia di Pietro Francisci (1949) – scenografia e costumi
- Il leone di Amalfi, regia di Pietro Francisci (1950) – scenografia e costumi
- È arrivato il cavaliere, regia di  Mario Monicelli e Steno (1950) – scenografia
- Vita da cani, regia di Mario Monicelli (1950) – scenografia, costumi e arredamento
- Vacanze col gangster, regia di Dino Risi (1951) – scenografia
- Una bruna indiavolata, regia di Carlo Ludovico Bragaglia (1951) – scenografia
- Ultimo incontro, regia di Gianni Franciolini (1951) – scenografia e arredamento
- Guardie e ladri, regia di Mario Monicelli e Steno (1951) – scenografia
- Milano miliardaria, regia di Marcello Marchesi, Vittorio Metz (1951) – scenografia, costumi e arredamento
- La paura fa 90, regia di Vittorio Metz e Giorgio Simonelli (1951) – scenografia
- Noi due soli, regia di Marino Girolami (1952) – scenografia
- Tormento del passato, regia di Mario Bonnard (1952) – scenografia
- Jolanda la figlia del corsaro nero, regia di Mario Soldati (1953) – scenografia
- La provinciale, regia di Mario Soldati (1953) – scenografia
- Il viale della speranza, regia di Dino Risi (1953) – scenografia
- La valigia dei sogni, regia di Luigi Comencini (1953) – scenografia
- Le infedeli, regia di Mario Monicelli e Steno (1953) – scenografia
- Aida, regia di Clemente Fracassi (1953) – scenografia
- Musoduro, regia di Giuseppe Bennati (1953) – scenografia
- Siluri umani, regia di Antonio Leonviola e Marc-Antonio Bragadin (1954) – scenografia
- Dov'è la libertà...?, regia di Roberto Rossellini (1954) – scenografia
- Ulisse, regia di Mario Camerini (1954) – scenografia
- Attila, regia di Pietro Francisci (1954) – scenografia
- Operazione notte, regia di Giuseppe Bennati (1954) – scenografia
- Di qua, di là del Piave, regia di Guido Leoni (1954) – scenografia
- La donna del fiume, regia di Mario Soldati (1955) – scenografia
- L'ultimo amante, regia di Mario Mattoli (19 55) – scenografia
- I due compari, regia di Carlo Borghesio (1955) – scenografia
- La romana, regia di Luigi Zampa (1955) – scenografia
- I pappagalli, regia di Bruno Paolinelli (1955), scenografia
- Andrea Chénier, regia di Clemente Fracassi (1955) – scenografia
- Guardia, guardia scelta, brigadiere e maresciallo, regia di Mauro Bolognini (1956) – scenografia
- Marisa la civetta, regia di Mauro Bolognini (1957) – scenografia
- Il conte Max, regia di Giorgio Bianchi (1957) – scenografia
- Il marito, regia di Nanni Loy e Ruggero Maccari (1958) – scenografia
- Le fatiche di Ercole, regia di Pietro Francisci (1958) – scenografia
- Ercole e la regina di Lidia, regia di Pietro Francisci (1959) – scenografia
- Policarpo, ufficiale di scrittura, regia di Mario Soldati (1959) – scenografia
- Ferdinando Iº re di Napoli, regia di Gianni Franciolini (1959) – scenografia
- Il magistrato, regia di Luigi Zampa (1959) – scenografia
- Appuntamento a Ischia, regia di Mario Mattoli (1960) – scenografia
- La viaccia, regia di Mauro Bolognini (1961) – scenografia
- Il ladro di Bagdad, regia di Arthur Lubin e Bruno Vailati (1961) – scenografia
- Le meraviglie di Aladino, regia di Mario Bava e Henry Levin (1961) – scenografia
- La ragazza con la valigia, regia di Valerio Zurlini (1961) – scenografia
- Accattone, regia di Pier Paolo Pasolini (1961) – scenografia
- A cavallo della tigre, regia di Luigi Comencini (1961) – scenografia
- I nuovi angeli, regia di Ugo Gregoretti (1962) – scenografia
- Mamma Roma, regia di Pier Paolo Pasolini (1962) – scenografia
- La freccia d'oro, regia di Antonio Margheriti (1962) – scenografia
- Cronaca familiare, regia di Valerio Zurlini (1962) – scenografia
- La calda vita, regia di Florestano Vancini (1963) – scenografia
- Ro.Go.Pa.G., regia di Roberto Rossellini, Jean-Luc Godard, Pier Paolo Pasolini e Ugo Gregoretti (1963) – scenografia
- Il marito è mio e l'ammazzo quando mi pare, regia di Pasquale Festa Campanile (1966) – scenografia
- La sfinge d'oro, regia di Luigi Scattini (1967) – scenografia
- La matriarca, regia di Pasquale Festa Campanile (1968) – scenografia
- Diabolik, regia di Mario Bava (1968) – scenografia
- Gli intoccabili, regia di Giuliano Montaldo (1969) – scenografia
- Satyricon, regia di Gian Luigi Polidoro (1969) – scenografia
- La monaca di Monza, regia di Eriprando Visconti (1969) – scenografia
- Amore mio aiutami, regia di Alberto Sordi (1969) – scenografia
- Ninì Tirabusciò, la donna che inventò la mossa, regia di Marcello Fondato (1970) – scenografia
- Kemek, regia di Theodore Gershuny (1970) – scenografia
- Un omicidio perfetto a termine di legge, regia di Tonino Ricci (1971) – scenografia
- Homo Eroticus, regia di Marco Vicario (1971) – scenografia
- Roma bene, regia di Carlo Lizzani (1971) – scenografia